# ميثاق حماس 2017
ميثاق حماس 2017 كشفت منظمة حماس السياسية والعسكرية الفلسطينية عن وثيقة المبادئ والسياسات العامة ( وثيقة المبادئ والسياسات العامة لحركة حماس )، والمعروفة أيضًا باسم،"الميثاق الجديد"، أو "الميثاق الحالي". لقد قبلت فكرة الدولة الفلسطينية داخل حدود عام 1967، أي تضم الضفة الغربية وقطاع غزة فقط، بشرط السماح للاجئين الفلسطينيين أيضًا بالعودة إلى ديارهم، إذا كان من الواضح أن هذا لن يحدث. إن الوثيقة هي إجماع الفلسطينيين، ("صيغة الإجماع الوطني"  )؛ ولكن في الوقت نفسه سعت هذه الوثيقة إلى التحرير الكامل لفلسطين من النهر إلى البحر ،  و لم تعترف بإسرائيل صراحة. وينص الميثاق الجديد على أن المقاومة المسلحة ضد قوة الاحتلال مبررة بموجب القانون الدولي.
في حين تعرض ميثاق حماس لعام 1988 لانتقادات واسعة النطاق بسبب معاداته للسامية، أزالت وثيقة عام 2017 اللغة المعادية للسامية وذكرت أن قتال حماس لم يكن مع اليهود بحد ذاتهم بسبب دينهم ولكن مع المشروع الصهيوني. عندما سئل قادة حماس عن هذا الأمر، أوضحوا أن "الميثاق الأصلي أصبح الآن وثيقة تاريخية وجزءاً من مرحلة سابقة في تطورنا. سوف يظل في مكتبة الحركة كسجل لماضينا". وصرح خالد مشعل بأن الوثيقة الجديدة تعكس "موقفنا في الوقت الحالي". ومع ذلك، لم تصل حماس إلى حد رفض الميثاق الأصلي لعام 1988 رسمياً. وبحسب بعض المحللين فإن حماس لم تلغ رسميا الميثاق القديم حتى لا تنفر بعض أعضائها الأساسيين، الذين تخشى أن ينضموا إلى الفصائل الإسلامية المنافسة.
وتباينت الآراء بشأن الوثيقة الصادرة في عام 2017. في حين رحب البعض بهذه الخطوة باعتبارها علامة على البراجماتية والنضج السياسي المتزايد، وخطوة محتملة على الطريق إلى السلام، رفضها كثيرون آخرون باعتبارها مجرد جهد تجميلي يهدف إلى جعل حماس تبدو أكثر قبولا في حين لا يغير شيئا في الأهداف والأساليب الأساسية لحماس.

## عرض تقديمي
قدم زعيم حماس خالد مشعل الوثيقة في مؤتمر صحفي في الدوحة في الأول من مايو 2017، قبل وقت قصير من استبداله كزعيم بإسماعيل هنية. وكانت الوثيقة الجديدة نتيجة لسنوات من المناقشات الداخلية؛ ولا يزال العديد من أعضاء حماس يعتبرون نصها مثيرا للجدل.
وفي عرضه، وصف مشعل حركة حماس بأنها تسير في طريق وسط بين قطبين: طرف متشدُّد وطرف مرن. بالمقارنة بميثاق حماس لعام 1988، الذي اتسم بالخطاب الديني والأفكار الطوباوية، فإن الوثيقة الأحدث تميزت بلغة سياسية بسيطة وعملية في الغالب. احتوى البيان على مقدمة و42 فقرة حددت فيها حماس مواقفها بشأن الجوانب الأساسية للصراع العربي الإسرائيلي. وأكدت الوثيقة تمسك الحركة بمبادئها التأسيسية، ولكنها تركت أيضا مناطق رمادية مفتوحة للسماح لحماس بحيز سياسي للمناورة في المستقبل.
في انحراف عن لهجة الميثاق الأصلي، الذي صور القتال ضد إسرائيل باعتباره صراعاً دينياً، قالت الوثيقة الجديدة إن هناك صراعاً قومياً "مع المشروع الصهيوني وليس مع اليهود بسبب دينهم". مع ذلك، لم يتم إلغاء الميثاق القديم صراحةً. عندما سئل قادة حماس، أوضحوا: "لقد أصبح الميثاق الأصلي الآن وثيقة تاريخية وجزءًا من مرحلة سابقة في تطورنا، وسوف يظل في رفوف كتب الحركة كسجل لماضينا". ذكر مشعل أن الوثيقة الجديدة تعكس "موقفنا في الوقت الحالي، مما يعني أننا لسنا منظمة أيديولوجية جامدة. كان الميثاق القديم نتاجًا لعصره، قبل 30 عامًا. نحن نعيش في عالم مختلف اليوم". رأى بعض المحللين أن حماس لم تلغ الميثاق القديم حتى لا تنفر بعض أعضائها الأساسيين، الذين تخشى أن ينضموا إلى الفصائل الإسلامية المنافسة.
أعلنت حماس أيضًا استعدادها لدعم أي اتفاق سلام يتم قبوله في استفتاء شعبي، ونأت بنفسها عن جميع المنظمات الإسلامية الأجنبية، بما في ذلك جماعة الإخوان المسلمين، التي بعد أن فقدت السلطة في مصر ، أصبحت مصنفة كمنظمة إرهابية هناك.ولم يتم حتى ذكر جماعة الإخوان المسلمين بالاسم في الوثيقة الجديدة، على الرغم من وجود أصداء واضحة لإيديولوجيتها.

## محتويات
نشرت الوثيقة باللغتين العربية والإنجليزية. توجد بعض الاختلافات الطفيفة بين نسختي اللغتين، ولكنها ليست كبيرة. تتعلق هذه الاختلافات بشكل أساسي بالاختلافات في الفروق الدقيقة والدلالات.

#### المقدمة
تتضمن مقدمة الوثيقة التعريف غير الديني التالي لفلسطين: "فلسطين هي أرض الشعب العربي الفلسطيني، منها نبت، وإليها تمسك، وينتمي، وبها امتد واتصل". وتختلف هذه الصيغة بشكل كبير عن ميثاق عام 1988، الذي وصف فلسطين بأنها "وقف إسلامي" يخص الأمة الإسلامية بأكملها. الوثيقة الجديدة تؤكد على الجانب الإسلامي من خلال بيانها التالي: "فلسطين هي روح الأمة وقضيتها المركزية، وهي روح الإنسانية وضميرها الحي".

#### الفقرات 1-42
الفقرة الأولى تصف حماس بأنها حركة تحرر ومقاومة وطنية تتميز بالإسلام. وتحت عنوان "أرض فلسطين" (الفقرة 2)، تشير الوثيقة بعد ذلك إلى الحدود الجغرافية لفلسطين، والتي تمتد "من نهر الأردن في الشرق إلى البحر الأبيض المتوسط في الغرب ومن رأس الناقورة في الشمال إلى أم الرشراش في الجنوب"، أي كامل إسرائيل وقطاع غزة والضفة الغربية. وهنا يؤكد أن فلسطين "وحدة إقليمية لا تتجزأ، وهي أرض ووطن الشعب الفلسطيني". ويتبع هذا التعريف الوطني الواضح والدقيق إشارة إسلامية عامة (فقرة 3): "فلسطين أرض عربية إسلامية، وهي أرض مقدسة مباركة لها مكانة خاصة في قلب كل عربي وكل مسلم".
ويتبع ذلك تعريف للفلسطينيين (الفقرات 4 إلى 6): "الفلسطينيون هم العرب الذين عاشوا في فلسطين حتى عام 1947، سواء طردوا منها أو بقوا فيها؛ وكل من ولد لأب عربي فلسطيني بعد هذا التاريخ، سواء داخل فلسطين أو خارجها، هو فلسطيني، الهوية الفلسطينية أصيلة وخالدة؛ تنتقل من جيل إلى جيل".
ويصف الجزء التالي (الفقرات 7 إلى 11) فلسطين بأنها قلب الأمة العربية والإسلامية، ويؤكد على المكانة الخاصة للقدس في الإسلام. في الجزء التالي (الفقرتان 12 و13)، يُفترض أن حق النازحين الفلسطينيين في العودة إلى وطنهم قائم بموجب القانون الإلهي وقانون حقوق الإنسان والقانون الدولي.
يوصف "المشروع الصهيوني" (الفقرات 14 إلى 17) بأنه مشروع عنصري عدواني استعماري توسعي يقوم على الاستيلاء على ممتلكات الآخرين وهو معادٍ للشعب الفلسطيني وتطلعاته إلى الحرية والعودة وتقرير المصير. تقول الوثيقة إن هذا المشروع لا يشكل تهديداً للفلسطينيين فحسب، بل يهدد أيضاً "أمن ومصالح" الأمة العربية والإسلامية بأكملها. وتستمر الوثيقة في التأكيد على أن الصراع يدور حول هذا المشروع فقط وأنه لا يوجد صراع على أساس ديني مع اليهود. وتنص الوثيقة على أن "حماس ترفض اضطهاد أي إنسان أو المساس بحقوقه على أسس قومية أو دينية أو طائفية. ترى حماس أن المشكلة اليهودية ومعاداة السامية واضطهاد اليهود ظواهر مرتبطة ارتباطاً أساسياً بالتاريخ الأوروبي وليس بتاريخ العرب والمسلمين أو بتراثهم".
تحت عنوان "الموقف تجاه الاحتلال والحلول السياسية" (الفقرات 18 إلى 23)، تصف الوثيقة حل الدولتين، أي إنشاء دولة فلسطينية مستقلة وفقاً لحدود عام 1967 وعاصمتها القدس، باعتباره "صيغة إجماع وطني"، ولكن دون التخلي عن المطالبة بكامل فلسطين، "من النهر إلى البحر"، و"دون المساومة على رفضها للكيان الصهيوني". اعتبر ريكارد لاجرفال (جامعة يونشوبينغ ) هذا "صيغة غامضة". يقدم طارق باقوني ( جامعة كولومبيا، المجلس الأوروبي للعلاقات الخارجية ) سببين لعدم اعتراف حماس صراحة بإسرائيل:
- لقد عرضت منظمة التحرير الفلسطينية على إسرائيل الاعتراف من جانب واحد دون أن تحصل على التزام إسرائيلي بالاعتراف بدولة فلسطين، الأمر الذي أدى إلى إضعاف موقفها التفاوضي. أرادت حماس تجنب ذلك.
- ثانياً، قد تكون حماس، والمجتمع الفلسطيني ككل، على استعداد للاعتراف بحقيقة وجود إسرائيل الآن، ولكنهم لا يستطيعون إضفاء الشرعية على الصهيونية أو إضفاء الشرعية على ما حدث للفلسطينيين أثناء إنشاء إسرائيل.

ينتقد الميثاق الاتفاقيات التي تم التوصل إليها في اتفاقيات أوسلو ويرفضها باعتبارها غير متوافقة مع القانون الدولي. ويصف دولة إسرائيل، التي أنشئت بمساعدة الدول الغربية، بأنها "غير شرعية تمامًا" ( باطلة بالعربية، وتعني عملاً أو عقدًا غير صالح وفقًا للشريعة الإسلامية ). فسر المحلل العسكري الإسرائيلي شاؤول بارتال هذا القسم على أنه يعني أن حل الدولتين كان متوقعًا كمرحلة مؤقتة وأن الهدف الطويل الأمد ظل تحرير فلسطين بالكامل.
ويشير القسم الخاص بـ "المقاومة والتحرير" (الفقرات 24 إلى 26) أيضاً إلى القانون الدولي وينص على أن هذا يضفي الشرعية على المقاومة المسلحة ضد قوة الاحتلال، حيث يُنظر إلى المقاومة المسلحة باعتبارها "الخيار الاستراتيجي لحماية مبادئ وحقوق الشعب الفلسطيني". وفي الوقت نفسه، تتحدث الوثيقة عن "تنويع وسائل وأساليب" المقاومة، وتشمل "المقاومة الشعبية والسلمية".
وفي القسم المعنون "النظام السياسي الفلسطيني" (الفقرات من 27 إلى 34)، يتبنى الوثيقة نبرة تصالحية ـ حيث يتم التأكيد على القواسم المشتركة مع المجموعات الفلسطينية الأخرى، والتقليل من أهمية الاختلافات. يعترف النص صراحة بالدور الوطني لمنظمة التحرير الفلسطينية والسلطة الفلسطينية، ويختتم الوثيقة بالإشارة بلغة علمانية إلى الدور "الأساسي" للمرأة الفلسطينية في "مشروع المقاومة والتحرير وبناء النظام السياسي".
وفي القسمين الأخيرين بعنوان "الأمة العربية والإسلامية" (الفقرات 35 إلى 37) و"الجانب الإنساني والدولي" (الفقرات 38 إلى 42)، توضح حماس أنها لا ترغب في التدخل في الشؤون الداخلية للدول الأخرى في المنطقة التي شهدت اضطرابات كجزء من انتفاضات الربيع العربي.

#### رفض معاداة السامية
على النقيض من ميثاق حماس لعام 1988، يفصل ميثاق عام 2017 النضال ضد الصهيونية عن معاداة السامية بشكل عام، وينص على أن حماس تقاتل الصهاينة، ليس من أجل يهوديتهم ولكن بسبب مشروعهم "غير القانوني":
- تؤكد حماس أن صراعها هو مع المشروع الصهيوني وليس مع اليهود بسبب ديانتهم. حماس لا تخوض صراعاً ضد اليهود لأنهم يهود، بل تخوض صراعاً ضد الصهاينة الذين يحتلون فلسطين. ومع ذلك، فإن الصهاينة هم الذين يربطون دائمًا بين اليهودية واليهود ومشروعهم الاستعماري وكيانهم غير الشرعي.

- ترفض حماس اضطهاد أي إنسان أو المساس بحقوقه على أسس وطنية أو دينية أو طائفية. وترى حماس أن المشكلة اليهودية ومعاداة السامية واضطهاد اليهود هي ظواهر مرتبطة بشكل أساسي بالتاريخ الأوروبي وليس بتاريخ العرب والمسلمين أو تراثهم. [6]

في مقابلة أجريت معه حول هذا التغيير الظاهري في أيديولوجية حماس، حيث كان العدو في ميثاق حماس القديم لعام 1988 يُطلق عليه أحيانًا اسم "اليهود"، ولكن في الميثاق الجديد لعام 2017 يُعرّف العدو فقط باسم "الصهاينة"، أعلن خالد مشعل ، في أيامه الأخيرة كأعلى زعيم لحماس، في أوائل مايو/أيار 2017: في الميثاق القديم "استخدم تعبير "اليهود"، والذي انتقده الآن باعتباره "غير دقيق بما فيه الكفاية"، مؤكدًا أن نضال حماس كان ضد المحتل الإسرائيلي ليس لأنهم يهود، ليس بسبب دينهم، ولكن لأنهم احتلوا أرضنا، وهاجموا شعبنا، وأجبروهم على الخروج من منازلهم".

## استقبال
تراوحت ردود الفعل تجاه هذه الورقة البحثية بين الترحيب الحذر والرفض القاسي من جانب أولئك الذين اعتبروها مجرد تمرين خادع وتجميلي للعلاقات العامة.
رأى محمد أيوب، الأستاذ المتميز للعلاقات الدولية في جامعة ولاية ميشيغان، ودانييل نيكول لوسير، أن الوثيقة السياسية هي علامة على "البراجماتية"، لأنها تركت الباب مفتوحا أمام إمكانية حل الدولتين وأعربت عن استعدادها للتعاون مع السلطة الفلسطينية. كتب خالد الحروب ( من جامعة كامبريدج ) أن حماس أرادت من خلال هذه الورقة أن تنأى بنفسها عن سمعة المنظمة الإرهابية، وبدلاً من ذلك "أن تقدم نفسها كشريك سياسي مسؤول فازت قيادته بانتخابات حرة ونزيهة، وكانت قادرة على التحدث بلغة السياسة والمقاومة بطريقتها الخاصة".38
قالت بيفرلي ميلتون إدواردز، أستاذة العلوم السياسية بجامعة بلفاست، إن الإعلان كان نقطة انطلاق مهمة لمفاوضات السلام المستقبلية، وهي النقطة التي دعت إليها أيضًا أطراف عربية أخرى في الصراع مثل سوريا ومصر ومنظمة التحرير الفلسطينية كجزء من صيغة لحل الصراعات وبناء السلام. يقول محمد أبو سعدة، الأستاذ بجامعة الأزهر في غزة: "إن حماس تحاول السير على خط رفيع بين المتشددين والمعتدلين داخلها فمن ناحية، يستطيع المعتدلون أن يقولوا إنهم قبلوا الدولة الفلسطينية على حدود عام 1967، ولكن المتشددين ما زالوا قادرين على القول إنهم لا يعترفون بإسرائيل".
وصفت نينا ماسجريف، الباحثة في كينجز كوليدج في لندن، الوثيقة بأنها اتصال محدث لاستراتيجية المجموعة، وأشارت إلى أنها كررت بعض مبادئها الراسخة، لكنها أظهرت أيضًا نهجًا أكثر توازناً تجاه إسرائيل.
قال عزام التميمي، وهو عالم سياسي بريطاني فلسطيني مقرب من حركة حماس إن الوثيقة الجديدة سوف تحل "عمليا" محل الميثاق التأسيسي لعام 1988. قال مصطفى البرغوثي، رئيس حزب المبادرة الوطنية الفلسطينية ، "إن قبول الدولة الفلسطينية على حدود عام 1967، يعني قبول حل الدولتين"، ووصف الوثيقة بأنها "علامة على النضج وعلامة على التطور السياسي". يعتقد مايكل شولتز ( من جامعة جوتنبرج ) أن البيان الذي ينص على أن حل الدولتين هو "صيغة للإجماع الوطني" أظهر استعداد حماس لقبول مثل هذا الحل بشكل دائم حتى لو لم يكن من تفضيلاتها الخاصة، شريطة أن يثبت أنه يمثل الإرادة المعلنة للشعب الفلسطيني. وبحسب شولتز، فإن هذا يتطلب إجراء استفتاء مستقبلي مشروع يشمل جميع الفلسطينيين الذين يعيشون في الضفة الغربية وغزة والقدس الشرقية، فضلاً عن أولئك الذين يعيشون في الشتات. في عام 2017، كتب تريستان دونينج، أستاذ العلوم السياسية بجامعة كوينزلاند، أن حماس كانت منفتحة على نوع من الحل الدائم مع إسرائيل منذ منتصف التسعينيات. لذلك كانت التغييرات التي طرأت على الميثاق "إيجابية ومتأخرة منذ فترة طويلة، ولكنها ربما كانت قليلة للغاية ومتأخرة للغاية في كثير من النواحي لإحداث أي تغيير ذي مغزى في ديناميكيات الصراع الفلسطيني الإسرائيلي". واتهم محمد اشتية رئيس السلطة الفلسطينية حماس بأنها متأخرة بعقود من الزمن في تفكيرها، قائلاً لشبكة سي إن إن: "حماس تناقش أشياء فعلتها منظمة التحرير الفلسطينية قبل 43 عامًا".
أشار جيروم سلاتر (أستاذ فخري بجامعة ولاية نيويورك في بافالو ) إلى أنه في حين يبدو أن الوثيقة تقبل وجود إسرائيل ضمن حدود عام 1967، فإنها تدعو أيضاً إلى حق الفلسطينيين في العودة إلى ديارهم الأصلية، الموجودة الآن في إسرائيل. ولقد مثل هذا تناقضاً منطقياً واضحاً، ولكن الحكومة الإسرائيلية المهتمة حقاً بالتوصل إلى تسوية سياسية كانت لتستخدم الميثاق الجديد وغيره من علامات الاعتدال من جانب حماس كأساس لمزيد من المحادثات، وهو ما لم يحدث.
ورأى الصحافي تيم أسمان أن الوثيقة السياسية تضمنت اختياراً أكثر اعتدالاً للكلمات، ولكن لم يحدث أي تغيير كبير في موقف حماس. رأى ماثيو ليفيت وماكسين ريتش، الباحثان في معهد واشنطن لسياسة الشرق الأدنى، أن الوثيقة تمثل محاولة من جانب حماس لتقديم نفسها في ضوء أكثر اعتدالاً من أجل الحصول على دعم دولي أكبر، نظراً لعلاقاتها المتوترة الآن مع إيران، ومحاربة الحكومة المصرية لجماعة الإخوان المسلمين، والوضع الاقتصادي الكئيب في قطاع غزة، والذي تفاقم مؤخراً بسبب أزمة الطاقة. أعرب جوزيف سبورل، الباحث في الإسلام في كلية سانت أنسيلم، عن وجهة نظر مفادها أن معاداة السامية لا تزال تشكل جوهر أيديولوجية حماس، ولا يمكن للمرء أن يأخذ على محمل الجد بيان حماس، المعبر عنه في الميثاق الجديد، بأن صراعهم هو مع الاحتلال الصهيوني لفلسطين وليس مع اليهود.
يقول شاؤول بارتال، المحلل العسكري الإسرائيلي والمحاضر في الشؤون الفلسطينية بجامعة بار إيلان، إن الدولة الفلسطينية التي تنشأ من خلال حل الدولتين ستكون دولة بدون تنازلات بشأن حق العودة للفلسطينيين وبدون حل دائم يكون ملزماً أيضاً للأجيال القادمة.  ووصف ديفيد كيز ، المتحدث باسم رئيس الوزراء الإسرائيلي بنيامين نتنياهو من عام 2016 إلى عام 2018، وثيقة السياسة بأنها محاولة من حماس "لخداع العالم". قام نتنياهو نفسه بتجعيد نسخة من الوثيقة أمام الكاميرا وألقاها في سلة المهملات. قال نتنياهو "إن وثيقة حماس الجديدة تقول إن إسرائيل ليس لها الحق في الوجود، وتقول إن كل شبر من أرضنا ملك للفلسطينيين، وتقول إنه لا يوجد حل مقبول سوى إزالة إسرائيل... إنهم يريدون استخدام دولتهم لتدمير دولتنا".
قدر مركز معلومات الاستخبارات والإرهاب الإسرائيلي مائير أميت أن وثيقة حماس لعام 2017 "لم تقدم أي تغيير في أيديولوجية حماس ومبادئها الأساسية، والتي تستند إلى جهد لا هوادة فيه لتدمير إسرائيل من خلال العنف والإرهاب، حتى لو تم تنفيذ ذلك على مراحل (تقديم استعداد مشروط لإقامة دولة فلسطينية داخل حدود عام 1967). إن التعديلات والتغييرات والإضافات التي تظهر في الوثيقة السياسية تهدف إلى تقديم مظهر تجديد حماس وتكيفها مع الواقع الحالي، ولكن دون أي تغيير كبير في المبادئ والتصور الأساسي الذي يشكل جوهر الوثيقة". في الاتحاد الأوروبي والولايات المتحدة وروسيا، تم استقبال الوثيقة الجديدة أيضًا ببرود إلى حد ما، مما أثار دهشة حماس وذهولها؛ ورأى المنتقدون الداخليون للوثيقة أنهم مبررون وأصبحوا أعلى صوتًا مرة أخرى.

#### تقييمات في خضم الحرب بين إسرائيل وحماس في عام 2023
في تحليل أجراه دانييل بايمان ( من جامعة جورج تاون ) وماكنزي هولتز لصالح مركز الدراسات الاستراتيجية والدولية في 6 ديسمبر/كانون الأول 2023، قالا إن ردود الفعل السلبية على الميثاق الجديد قد تفسر جزئياً الهجوم الإرهابي الذي شنته حماس على إسرائيل في 7 أكتوبر/تشرين الأول: فقد تخلى نتنياهو عن الوثيقة، وأراد خفض التمويل لوكالة الأمم المتحدة لإغاثة وتشغيل اللاجئين الفلسطينيين، وأعطى منصة لأيديولوجيين من أقصى اليمين مثل بتسلئيل سموتريتش. بالتالي لم يكن هناك أي حافز للإعتدال، الأمر الذي ربما جعل فكرة شن هجوم واسع النطاق أكثر جاذبية. لدعم هذا الرأي، استشهد بايمان وهولتز بتصريح أدلى به أحد مسؤولي حماس باسم نعيم في مقابلة: "كنا نعلم أنه سيكون هناك رد فعل عنيف، لكننا لم نختر هذا الطريق بينما كانت لدينا خيارات أخرى. ليس لدينا خيارات". يُقال إن يحيى السنوار ، الزعيم السياسي والعسكري لحماس في غزة، أيد الميثاق الجديد لكنه اتخذ موقفًا أكثر تطرفًا عندما فشل في التوصل إلى تسوية سياسية مع إسرائيل.
في ديسمبر/كانون الأول 2023، قال طارق باقوني، الذي وثق حركة حماس على مدى السنوات العشرين الماضية، إن ميثاق عام 2017 كشف خدعة إسرائيل بالموافقة على حدود عام 1967 ــ وأن عدم وجود رد إسرائيلي أظهر للفلسطينيين أن إسرائيل ليست مهتمة بخط عام 1967.
بحسب الباحث في شؤون التطرف أرمين فاهل تراوبر، الذي أشار إلى الاستمرارية في وثيقة عام 2017 مقارنة بالوثيقة السابقة، فإن "التعديل الرسمي" للميثاق الجديد كان له "هدف واضح"، ألا وهو "الخداع الاستراتيجي". وفي رأيه، فإن استخدام عبارة من النهر إلى البحر وحدها يعني نية مماثلة للتدمير تتسم بالعنف تجاه دولة إسرائيل، ورأى أن هجوم حماس في أكتوبر/تشرين الأول 2023 على إسرائيل ليس سوى أحدث مثال على ذلك. وأشار مارك أ. جرين من مركز ويلسون إلى أنه في حين ذكرت حماس في ميثاقها لعام 2017 أنها "ترفض اضطهاد أي إنسان أو تقويض حقوقه على أسس قومية أو دينية أو طائفية"، فإن هجومها في 7 أكتوبر/تشرين الأول 2023 على إسرائيل أسفر عن مقتل حوالي 1200 شخص. زعمت آنا بالتزر أن ميثاق عام 2017 كان دليلاً على أن هجمات السابع من أكتوبر لم تكن بدافع معاداة السامية بل معارضة حماس للاحتلال الإسرائيلي.
ردد إسماعيل هنية في نوفمبر/تشرين الثاني 2023، وسط حرب إسرائيل وحماس في عام 2023، دعوة ميثاق عام 2017 لإنشاء دولة فلسطينية على أساس حدود عام 1967.